# Erika Kuchárová
Erika Kuchárová (* 19. prosince 1936) byla slovenská a československá politička a bezpartijní poslankyně Sněmovny lidu Federálního shromáždění za normalizace.

## Biografie
K roku 1986 se profesně uvádí jako skladnice. Ve volbách roku 1986 zasedla do Sněmovny lidu (volební obvod č. 187 - Moldava nad Bodvou, Východoslovenský kraj). Ve Federálním shromáždění setrvala do konce funkčního období, tedy do svobodných voleb roku 1990. Netýkal se jí proces kooptací do Federálního shromáždění po sametové revoluci.